# Malejovice
Malejovice (německy Malejowitz) je část města Uhlířské Janovice v okrese Kutná Hora. Nachází se asi 4,5 kilometru jihozápadně od Uhlířských Janovic. Malejovice leží v katastrálním území Mitrov u Uhlířských Janovic o výměře 4,36 km².

## Historie
První písemná zmínka o vesnici pochází z roku 1142.

## Pamětihodnosti
- Kostel svatého Jiří
- Bývalá škola
- Památná lípa[5]
- Památník Obětem 1.světové války[6]